# Davidsstadt

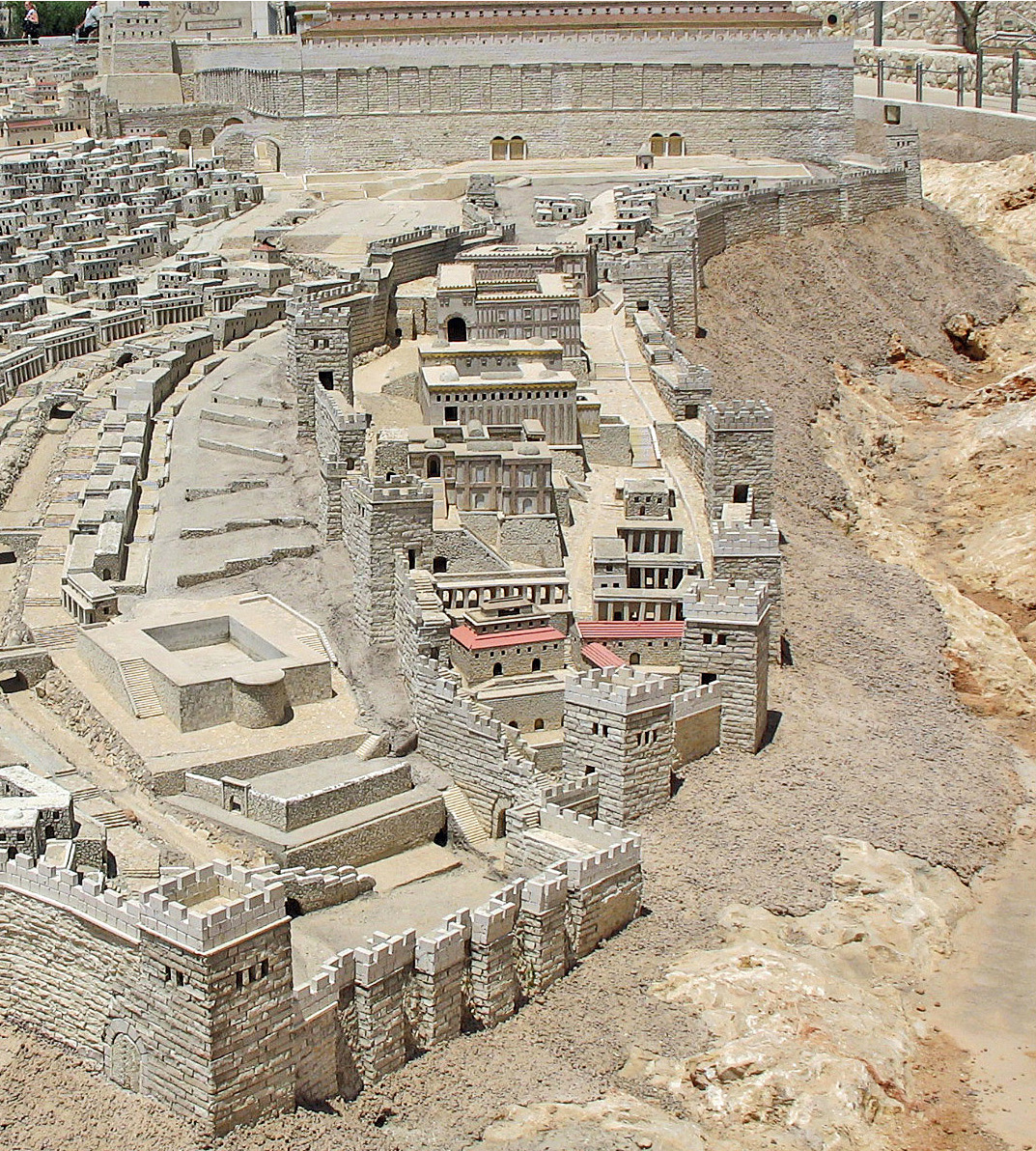
Die Davidsstadt im Modell des Israel-Museums

Davidsstadt (hebräisch עיר דוד ʿĪr Davīd; arabisch مدينة داوود Madīna Dāwīd) ist eine geläufige Bezeichnung und Interpretation einer wichtigen archäologischen Fundstelle in Ostjerusalem. Die Lage, die Umstände der von der israelischen Siedlerorganisation El-Ad verwalteten Ausgrabung und israelische Pläne für das Viertel machen sie zu einer der umstrittensten Ausgrabungsstätten im Nahen Osten.

## Lage

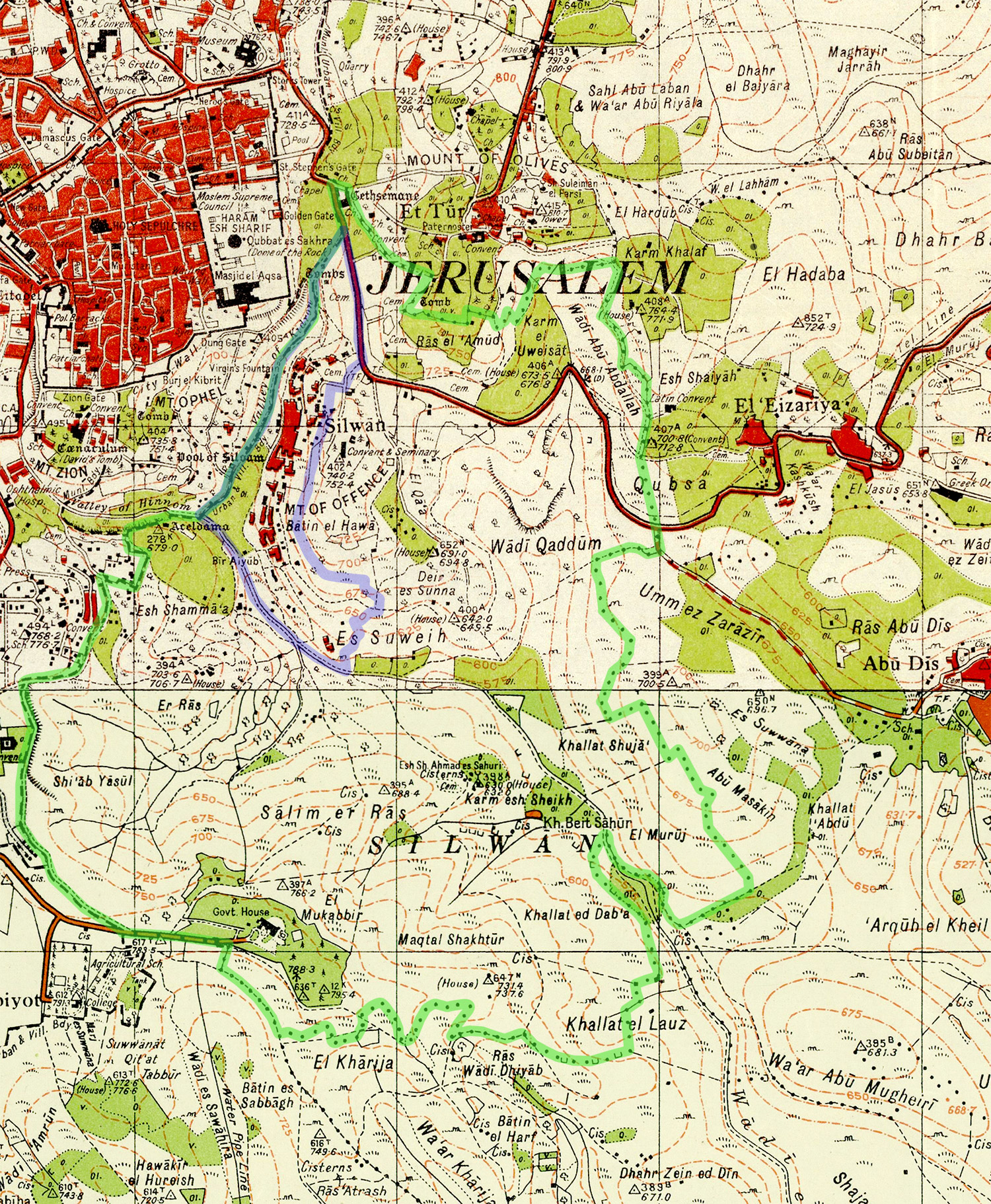
Grün: Grenzen des Dorfs Silwan zwischen 1943 und 1946

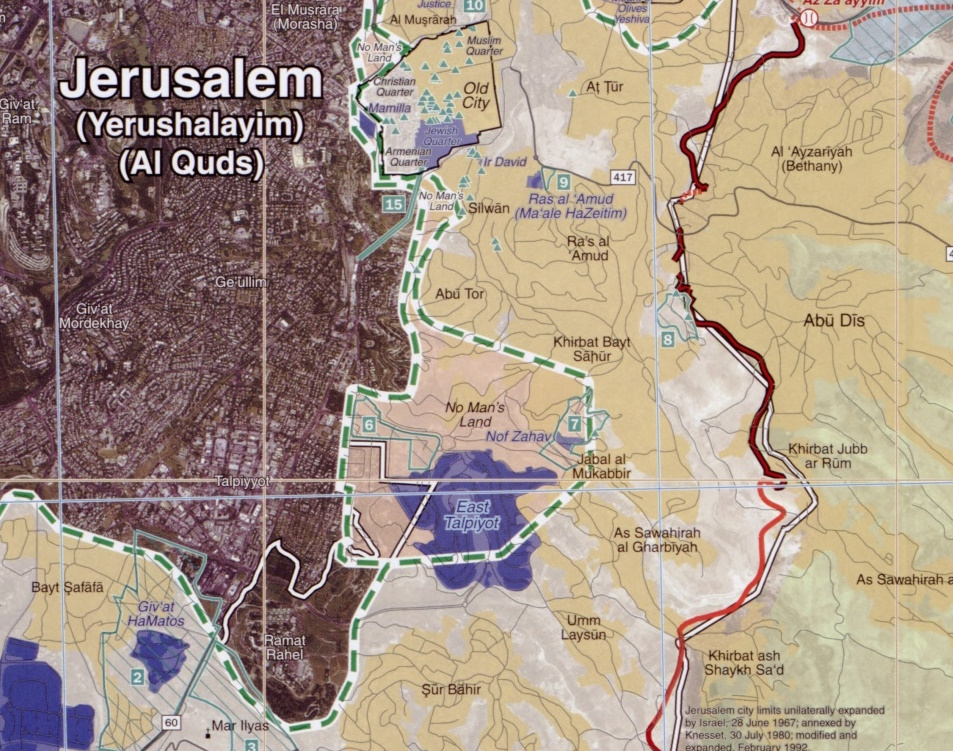
Silwan und „Davidsstadt“ („Ir David“) zwischen grüner Linie und Sperranlagen. Blau: israelische Siedlungen

Geographisch liegt die „Davidsstadt“ auf einem schmalen Höhenrücken südlich des Jerusalemer Tempelberges. Sie wird im Norden durch das Ophel-Plateau und die Gihonquelle begrenzt, im Süden vom Teich von Siloah und dem Hinnomtal. Westlich liegt der Tariq al-Wad (die Talstraße), ein Tal, dank dem als natürlicher Grenze sich der Ort einst gut verteidigen ließ, das heute aber wegen Ablagerungen aus mehreren Jahrhunderten kaum noch als Tal erkennbar ist. Im Osten bildet das Kidrontal die natürliche Grenze. Zumeist bezeichnet man heute allerdings dieses Gebiet samt Ophel als „Davidsstadt“, da sich die am intensivsten diskutierten Funde auf dem Ophel finden.
Politisch befinden sich die verschiedenen Ausgrabungsgebiete überwiegend im palästinensischen Quartier Wadi (al-)Hilwa. Hervorgegangen ist dieses aus dem Dorf Silwan, dessen einstige Grenzen auf dem Bild rechts zu sehen sind. Mittlerweile liegt es zwischen der international anerkannten Grünen Linie im Westen und den israelischen Sperranlagen im Osten. Südwestlich grenzt die illegale israelische Siedlung „Ost-Talpiot“ an, nördlich die wahrscheinlich weitgehend illegale Siedlung im „jüdischen Viertel“. Im Gebiet des Dorfes selbst befinden sich die beiden Siedlungen Ma'ale HaZeitim und Ma'ale David (letztere noch nicht auf der Karte). Diese Lage ist einer der Faktoren, der die Debatten um die „Davidsstadt“ und die Ausgrabungen in Silwan erklärt.

## Ausgrabungsgeschichte und antike Geschichte
Das Gebiet umfasst mehrere Stätten von großem Interesse für biblische Archäologen, darunter auch den Teich von Siloah, die Gihonquelle und den Hiskija-Tunnel. Die archäologische Erkundung des Gebiets begann im 19. Jahrhundert. Die frühesten Ausgrabungen wurden von Charles Warren im Jahre 1867 vorgenommen. Seitdem wurden und werden bis heute zahlreiche Ausgrabungen durchgeführt.

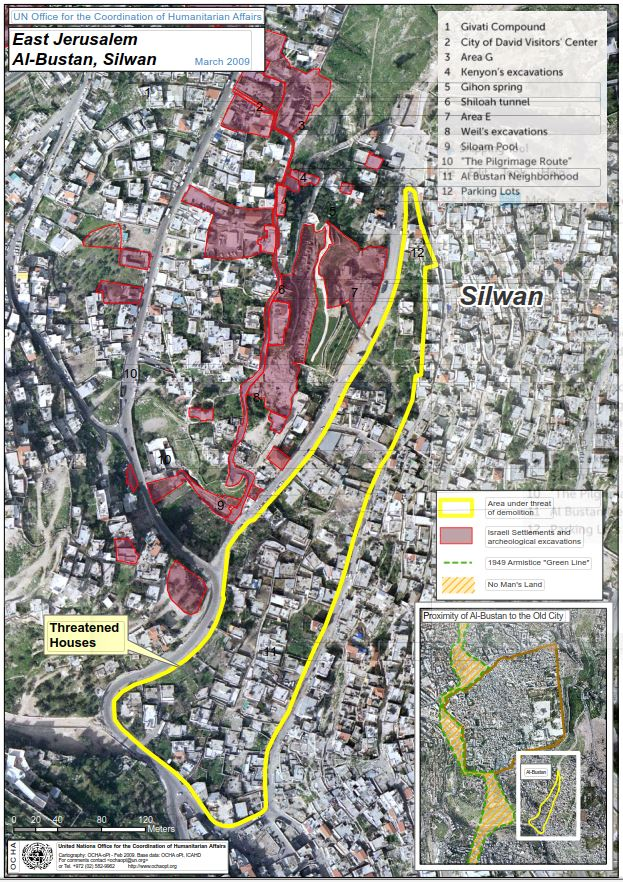
Rot: Illegale israelische Ausgrabungen und Siedlungen.
Gelb: Abriss-Pläne

Seit 1948 geschehen diese Ausgrabungen illegal, da Silwan außerhalb der Staatsgrenzen Israels auf palästinensischem Gebiet liegt. UN und UNESCO haben diese Ausgrabungen daher mehrfach verurteilt, u. a. besonders öffentlichkeitswirksam mit einem Report aus dem Jahr 2007 und mit der Entscheidung 38 COM 7A.4 im Jahre 2014, in der erklärt wird:

„Das Komitee für das Weltkulturerbe, nach Prüfung des Dokuments WHC-14/38.COM/7A.Add, (…)
zeigt sich zutiefst besorgt über die anhaltenden illegalen Ausgrabungen und die Arbeiten, die von Siedlergruppen in der Altstadt von Jerusalem und auf beiden Seiten ihrer Mauern durchgeführt werden, sowie über das Versäumnis Israels, solche schädlichen Eingriffe zu beenden. Es fordert Israel auf, alle derartigen Verstöße zeitnah zu stoppen, im Einklang mit seinen Verpflichtungen gemäß den Bestimmungen der entsprechenden UNESCO-Konventionen und Empfehlungen.
Es bedauert (…) den Bau des sogenannten ‚Nationalpark Davidsstadt‘ in Silwan in einer Entfernung von zwanzig Metern von den Mauern der Altstadt (…), der die visuelle Integrität und den authentischen Charakter der Stätte stark beeinträchtigt, und fordert Israel auf, den ursprünglichen Charakter der Stätte im Einklang mit seinen Verpflichtungen gemäß den Bestimmungen der entsprechenden UNESCO-Konventionen und Empfehlungen wiederherzustellen.“

Einer der Hintergründe dieser Entscheidung ist der, dass 1970 das Gebiet zum „archäologischen Park“ deklariert wurde, was weitere Ausgrabungen erleichterte und es für die Öffentlichkeit auch von Westjerusalem aus gut zugänglich machte. Gleichzeitig hatte die Erklärung zum „Park“ zur Folge, dass die Bewohner von Wadi Hilwa nur noch illegal in ihrer Heimat bauen konnten, palästinensische Gebäude mehrfach abgerissen wurden und Palästinensern hohe Geldstrafen für ihre Bauarbeiten auferlegt wurden. Ein UN-Report von 2022 schätzt, dass 970 Palästinensern der Abriss von Wohnhäusern und Vertreibung droht. Insbesondere ist seit 2010 geplant, große Teile Silwans zu demolieren, um als archäologische Attraktion einen „Königsgarten“ anzulegen (rechts: gelb).
Als Reaktion auf die illegalen Ausgrabungen gründeten israelische Archäologen die Menschenrechtsorganisation Emek Shaveh (zu deutsch ungefähr: „Tal der Gleichberechtigung“), die sich hauptsächlich für gerechte archäologische Praxis insbesondere im Gebiet der „Davidsstadt“ engagiert. Dank Emek Shaveh sind illegale archäologische Aktivitäten Israels gut dokumentiert. Der israelische NGO Monitor klassifiziert Emek Shaveh deshalb als eine Israel „dämonisierende“ Organisation. Doch auch viele andere Menschenrechtsorganisationen haben sich kritisch geäußert, darunter besonders prominent Amnesty International, Human Rights Watch und B’Tselem. Auch UN-Generalsekretär António Guterres forderte Israel mehrfach auf, Abrisse und Vertreibungen in Silwan umgehend einzustellen.

### Kupferzeit (4500–3500 v. Chr.)
Funde aus der Kupfersteinzeit sind Tonscherben, die in den Spalten des gewachsenen Felses von Macalister und Duncan ausgegraben wurden. Dabei wurden auch eine Reihe von künstlichen Bearbeitungen im Fels entdeckt. Dazu gehörten Glättungen und Rinnen, die in den Fels geschnitten worden waren, aber auch mehrere kleine Becken, von denen man vermutet, dass sie zum Mahlen von Oliven oder Getreide oder zum Sammeln von Regenwasser verwendet wurden.

### Bronzezeit (3500–1200 v. Chr.)
Die archäologischen Funde aus dem bronzezeitlichen Jerusalem hat 2011 hilfreich Aren M. Maeir zusammengefasst. Aus den Amarna-Briefen ist bekannt, dass Jerusalem in der späten Bronzezeit (1550–1200 v. Chr.) ein kanaanäischer Stadtstaat namens „Urusalima“ war. Belegt ist auch der Name eines der Jerusalemer Könige – „Abdi-Hepa“ –, der nahelegt, dass Jerusalem einst von den Hurritern erobert worden war und diese sich dort niedergelassen hatten.
Dass Jerusalem in der Bronzezeit eine wichtige Stadt war, lässt sich hauptsächlich durch archäologische Funde im Bereich der „Davidsstadt“ aus der Mittleren Bronzezeit II (2000–1550 v. Chr.) belegen: Nahe der Gihon-Quelle wurde hier mit dem sog. „Quellen-Turm“ ein Wehrturm nebst einer massiven Mauer ausgegraben, die wahrscheinlich dieselbe sichern sollten; außerdem mehrere Gräber am Ölberg, teilweise mit luxuriösen Grabbeigaben. Gegen Ende der MB II entstand auf dem Höhenkamm im Gebiet der „Davidsstadt“ eine befestigte Kleinstadt.
Aus der späten Bronzezeit dagegen, also der Zeit der Amarna-Briefe, wurde wenig gefunden, obwohl die Amarna-Briefe sicher machen, dass Jerusalem weiterhin besiedelt war und obwohl auch die Gräber am Ölberg weiterhin genutzt wurden. Maeir fasst zusammen:

„Wahrscheinlich gab es [in der späten Bronzezeit] irgendeine Form von Besiedlung, aber in relativ kleinem Stil. Jerusalem war weder groß noch blühend; vielmehr war es ein kleiner randständiger Ort. Dennoch legen die Amarna-Briefe nahe, dass die Stadt trotz reduzierter Größe eine wichtige geopolitische Rolle im Kanaan der späten Bronzezeit spielte. Entweder haben Gebäude und andere materielle Gegenstände die Zeit nicht überdauert oder es ist – wahrscheinlicher – so, dass auch eine relativ kleine und anscheinend unbedeutende Siedlung im kanaanäischen Gebiet als politisches Zentrum von einiger Wichtigkeit fungieren konnte.“

Erst aus der frühen Eisenzeit lässt sich wieder intensivere Bautätigkeit nachweisen. Eine ähnliche Siedlungsgeschichte haben nordwestlich der Ort Gibeon, den man bisweilen ebenfalls als hurritischen Ort auffasst, und die benachbarten Orte Dotan und Hefer (Tell al-Muhaffar), unter denen letzterer ebenfalls ein kanaanäischer Stadtstaat gewesen war und die nahe an Taanach lagen, wo man in der späten Bronzezeit ebenfalls Hurriter vermutet. Wegen der spärlichen Schriftquellen aus der fraglichen Zeit wird diese merkwürdige Siedlungsgeschichte von Historikern noch nicht gut verstanden.

#### Mediales Echo auf zwei Inschriftenfunde
Im 21. Jhd. fanden in der israelischen Presse zwei Inschriftenfunde aus dem Gebiet der „Davidsstadt“ lauten Widerhall, da mit ihnen gestützt werden sollte, dass trotz des archäologischen Befundes Jerusalem auch zur späten Bronzezeit eine bedeutende Stadt war.
Den lautesten Widerhall fand 2022 Gershon Galil, Professor für biblische Studien und alte Geschichte an der Universität Haifa, als er kundtat, einen Stein mit einer Inschrift aus dem 15. Jhd. gefunden zu haben. Er interpretierte den Inhalt der „Inschrift“ als: „Verflucht, verflucht, du bist des Todes, oh Fürst der Stadt!“. In israelischen Zeitungen wurde viel darüber berichtet, da er aus seinem Fund die weitreichende Folgerung ableitete, dass Jerusalem um 1500 „nicht nur eine befestigte Stadt, sondern auch noch ein sehr wichtiges kulturelles und kultisches Zentrum“ gewesen sei (was sich auch dann nicht aus der Inschrift ableiten lässt, wenn man Galils Interpretation teilt).
Von akademischen Fachkollegen wurde Galil daraufhin heftig kritisiert, weil er seinen Fund erstens nicht zum Peer Review in einer wissenschaftlichen Zeitschrift und zweitens nur mit einem Foto von schlechter Qualität veröffentlicht hatte, weil drittens seine Rekonstruktion der Inschrift sich nicht mit dem zu decken scheint, was auf dem Foto erkennbar ist, und weil Galil viertens für seine Rekonstruktion und Interpretation der „proto-kanaanäischen“ Inschrift orthographische Annahmen machte, die für das Proto-Kanaanäische kaum haltbar sind. Unter den wenigen Forschern, die sich bisher dazu geäußert haben, teilt man weitestgehend die Ansicht von Christopher Rollston, dass Galils Interpretation nur Fehlinterpretation eines nur mit einem Muster verzierten Steins ist.
Zusätzliches Gewicht erhält Rollstons Kritik dadurch, dass Galil im selben Jahr auf dem Berg Ebal ein Täfelchen mit einer sehr ähnlichen Inschrift („Verflucht, verflucht, verflucht, verflucht durch den Gott JHW: Verflucht bist du des Todes.“) gefunden haben will, das Täfelchen unter ähnlichen Umständen veröffentlichte, Galils Interpretation aber ähnlich kritisch gesehen wurde.
Bereits wenige Jahre zuvor war der unbedeutende Fund des Fragments einer Tontafel aus dem 14. Jahrhundert v. Chr. in der Presse ähnlich breitgetreten worden. Erhalten sind auf dem Täfelchen nur fünf Funktionswörter und die Keilschrift ist nicht auffällig; die Ausgräberin Eilat Mazar jedoch erklärte die Tontafel zu einem der „wichtigsten Funde seit je“, aus dem sich aufgrund der „hohen Qualität der Schrift“ ableiten lasse, dass Jerusalem auch zur späten Bronzezeit „eine der Hauptstädte der Gegend gewesen sein“ müsse.

### Eisenzeit I–II (1200–700 v. Chr.)
Für biblische Archäologen von größtem Interesse ist die Eisenzeit: Laut biblischer Darstellung regierten von 1010 bis 970 v. Chr. König David und von 970 bis 930 v. Chr. dessen Sohn Salomo ganz Israel, die meiste Zeit von Jerusalem aus. Davor soll Jerusalem eine Stadt der Jebusiter gewesen und erst von David für das Königreich Israel erobert worden sein (2 Sam 5,6  1 Chr 11,5 ). Nach biblischer Chronologie wäre die frühe Eisenzeit (traditionell: 1200–1000 v. Chr.) also die „jebusitische Phase“ Jerusalems, ab etwa 1000 v. Chr. mit dem Beginn der Eisenzeit IIA (10. Jhd. – frühes 9. Jhd.) begänne die „israelitische Phase“, in der recht früh auch nördlich der „Davidsstadt“ der Tempel gebaut worden sein soll.

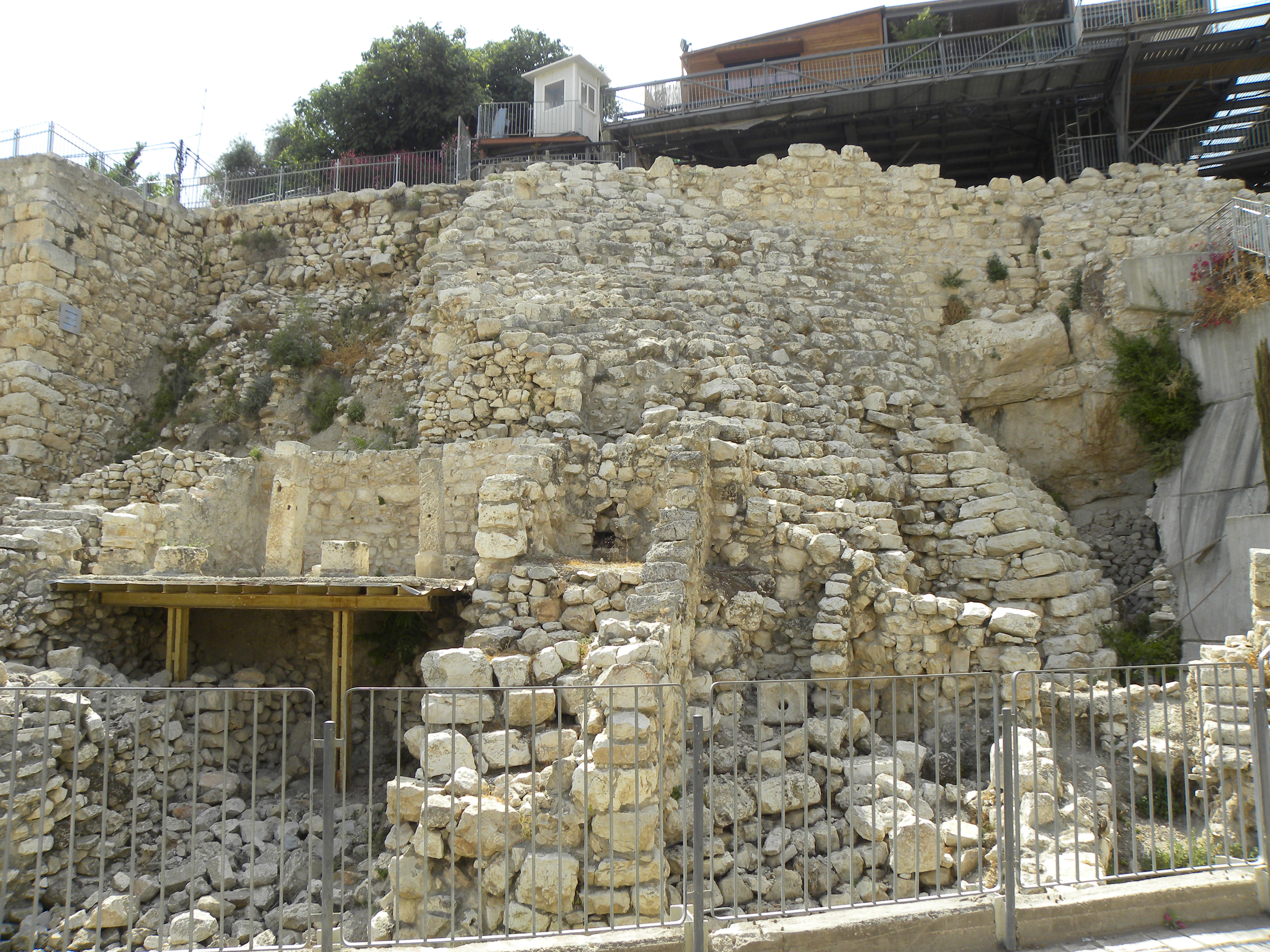
„Gestufte Stein-Struktur“ und „Haus des Ahiel“

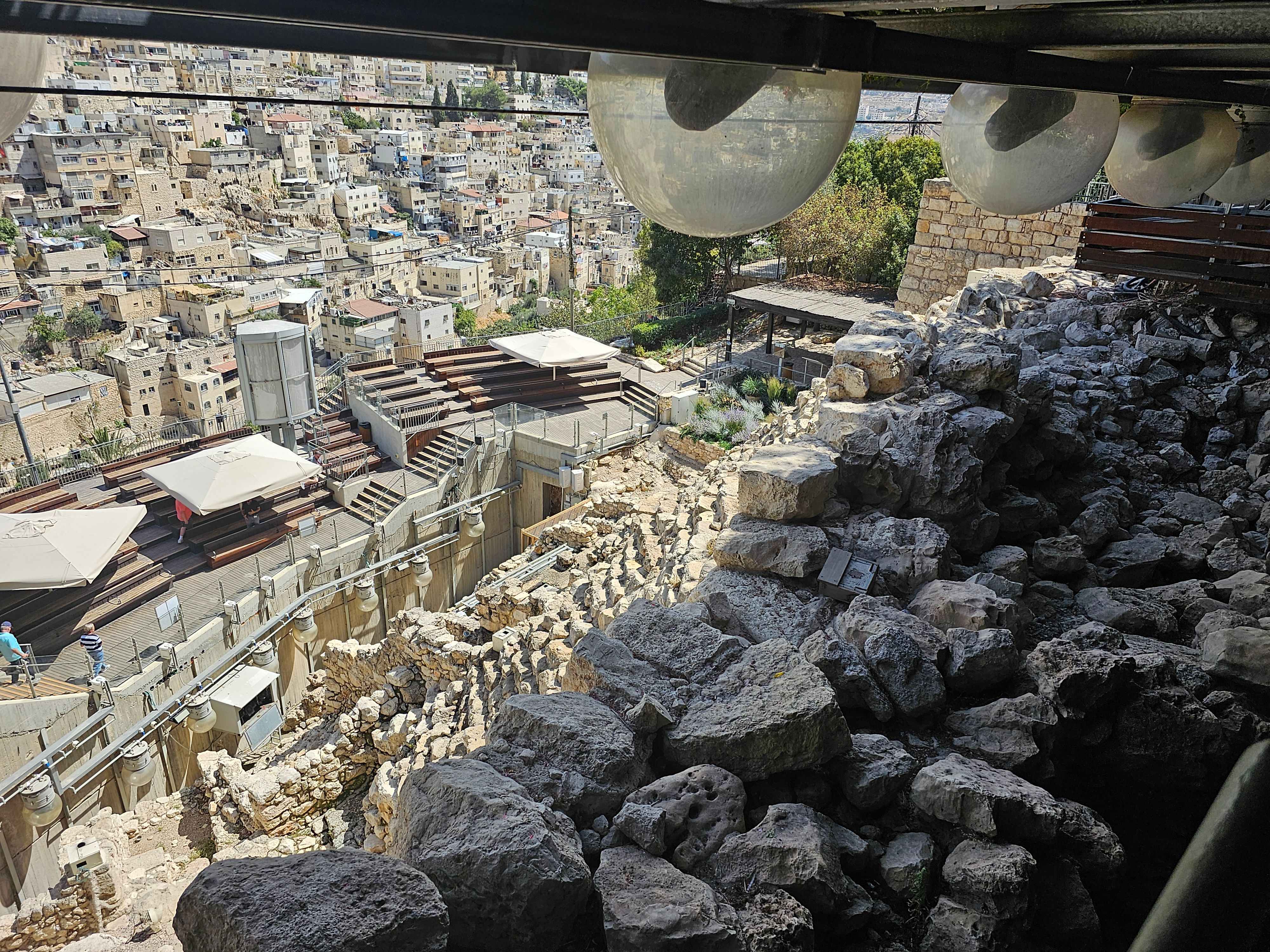
Übergang von „gestufter Stein-Struktur“ zur „großen Stein-Struktur“

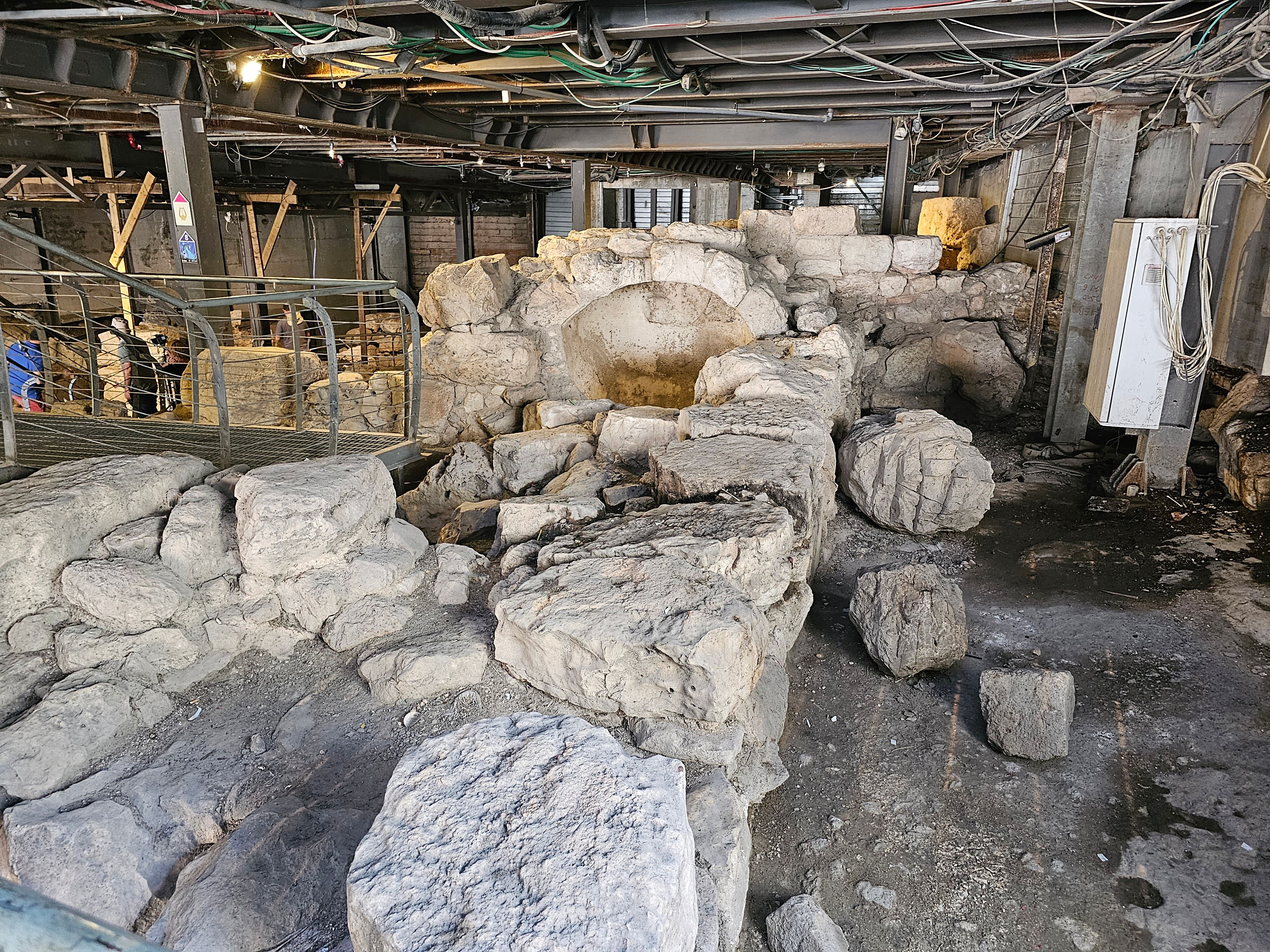
Teil der „großen Stein-Struktur“

Vor allem auf dem Ophel und am Steilhang vom Ophel hinunter zur „Davidsstadt“ wurden mehrere Funde dokumentiert, die grob aus der Eisenzeit I-IIA stammen: Am Steilhang vom Ophel hinunter zur „Davidsstadt“ wurden zunächst Terrassen errichtet und diese daraufhin mit Steinen verkleidet (die „gestufte Stein-Struktur“). Nach Vollendung der Verkleidung wurde dieselbe teilweise wieder abgeräumt, um in die Terrassen hinein drei relativ luxuriöse Wohnhäuser zu bauen (das sog. „Haus des Ahiel“, das „verbrannter Raum-Haus“ und das „Siegel-Haus“). Man kann daher annehmen, dass die Steinverkleidung keine Macht demonstrierende Monumental-Architektur war, sondern Erdrutsch verhindern sollte, was ein Wohnhaus genauso gut leistete. Oben auf dem Ophel schließlich wurden nah am Abgrund mehrere Mauern auf einem gestampften Boden ausgegraben, die man heute insgesamt nach Eilat Mazar als „große Stein-Struktur“ bezeichnet.
Relativ sicher ist aufgrund von Keramik-Funden, dass der Bau der Terrassen unter der Steinverkleidung der „gestuften Stein-Struktur“ und das Begradigen des Bodens unter der „großen Stein-Struktur“ noch zur „Jebusiter-Zeit“ geschah. Weitgehende Einigkeit besteht auch darin, dass die Wohnhäuser in der gestuften Steinstruktur in der Eisenzeit II errichtet wurden. Auf wann aber die Steinverkleidung zu datieren ist (offensichtlich vor den Wohnhäusern, aber Eisenzeit I oder frühere Eisenzeit II?), ob die „große Stein-Struktur“ als nur ein komplexes Gebäude oder als mehrere Gebäude zu analysieren ist und auf wann auch dieses komplexe Gebäude resp. diese mehreren Gebäude zu datieren sind, ist umstritten. Auch deshalb, weil Analyse und Interpretation der archäologischen Funde durch drei Umstände zusätzlich erschwert werden. Erstens dadurch, dass archäologische Schichten im alten Palästina überwiegend mithilfe der Analyse von Keramik datiert werden, auf dem Ophel aber ein relatives „keramisches Durcheinander“ herrscht: Das Gros der dort gefundenen Keramik ist Keramik-Schutt aus älteren Gefäßen, mit denen Wände und Boden gefüllt und/oder begradigt wurden. Zweitens dadurch, dass Eilat Mazar, die 2021 gestorbene letzte Ausgräberin auf dem Ophel, die Veröffentlichung mehrerer keramischer Funde zurückgehalten hat. Und drittens dadurch, dass die Verwalter der Ausgrabungsstätten mehrfach die gestufte Steinstruktur „renoviert“ haben.
Dennoch wurde eine ganze Reihe von Interpretationen versucht. Die älteren stammen zufällig sämtlich von sehr bekannten und geachteten Archäologen des alten Israel. Hier eine Auswahl einiger prominenter und einiger neuer Deutungen:
- Terrassen + Boden: jebusitisch > Steinstrukturen: Israelitischer Palast Davids. So deutet vor allem Eilat Mazar. Sie ist der Meinung, dass die Funde demnach ziemlich genau den biblischen Erzählungen entsprechen, muss dafür aber annehmen, dass die in der Bibel bezeugte und dem Palast Davids vorangehende Jebusiter-Festung archäologisch spurlos verschwunden ist.[29] Margreet Steiner vertrat ursprünglich in etwa dieselbe Interpretation,[30] denkt mittlerweile aber, dass die archäologische Evidenz „weder für die Rekonstruktion der Gestalt der [großen Steinstruktur] noch ihrer Funktion – Palast, Tempel, Tor? – noch für eine genaue Datierung“ ausreicht, und tritt stattdessen vor allem als Kritikerin des „kolonialistischen“ Ausgrabungsprojekts in Erscheinung.[31] Ansonsten haben sich nur wenige Archäologen dieser Interpretation angeschlossen – zum Beispiel aber jüngst Greg Wightman,[32] der bei seiner Deutung allerdings von mehreren hypothetischen Verteidigungsanlagen ausgeht und diese dann zum Kern seiner Argumentation macht.[33]
- Alles ursprünglich jebusitisch. So deutet z. B. Eilat Mazars Cousin Amihai Mazar (ein weiterer Ausgräber in der Gegend war ihr Verwandter Benjamin Mazar). Er orientiert sich dabei vor allem am „Haus des Ahiel“, datiert daher die Verkleidung der Terrassen auf entweder die Eisenzeit I oder die frühe Eisenzeit IIA, präferiert unter diesen Optionen ohne guten Grund die Früheisenzeit und interpretiert dann das ganze Gebilde als die David vorausgehende jebusitische „Burg Zion“ aus der Eisenzeit I.[34] Avraham Faust schließt sich dieser Interpretation an, indem er sich vor allem an der in der großen Stein-Struktur gefundenen frühesten Keramik aus der Eisenzeit I orientiert.[35] Danach zieht er das Fazit: „Die archäologische Evidenz zeigt klar, dass die Struktur – ebenso wie ihre andere Hälfte (die gestufte Stein-Struktur) – in die Eisenzeit I datiert werden muss. Das Bauwerk insgesamt war das Hauptgebilde des früh-eisenzeitlichen Jerusalems (der ‚Jebusiter-Stadt‘) (…). Obwohl man die Wichtigkeit der Struktur nicht unterschätzen sollte, (…), ist durchaus klar, dass es sich bei dem Gebäude nicht um den Palast handelt, den die Phönizier für König David errichteten.“[36] Danach wäre die „Davidsstadt“ nicht die Stadt Davids, aber die Bibel hätte doch Recht, insofern sie von einer David vorangehenden jebusitischen Festung schreibt.
- Terrasse + Boden nach-davidisch > Steinstrukturen hellenistisch: So deuteten zunächst Archäologen der Tel Aviv-Schule um Israel Finkelstein. Ausgangspunkt bei dieser Deutung waren wenige Ausreißer in der Boden-Keramik und die Radiokarbon-Datierung eines (!) Olivenkerns in die Eisenzeit IIA. Die große Steinstruktur müsste danach noch später entstanden sein. Weil nur wenig Keramik aus der Eisenzeit IIB (spätes 9.–8. Jhd.) gefunden wurde (das ist heute nicht mehr richtig), datierten sie die große Steinstruktur auch nicht in diese Zeit, sondern noch später in dieselbe hellenistische (!) Zeit (ab dem späten 4. Jhd.), in die andere Funde vor Ort sicher datiert werden müssen (s. u.).[37]
- Alles nach-davidisch (9./8. Jhd.). Noch im selben Jahr allerdings räumte Finkelstein die Möglichkeit ein, manche der Mauern könnten doch schon im 9./8. Jhd. errichtet worden sein; er blieb aber dabei: „Allein auf der Basis solider archäologischer Argumente – soll heißen: ohne sich auf den biblischen Text zu verlassen – käme kein bedachter Archäologe auf die Idee, die fraglichen Ruinen mit einer Monumentalarchitektur des 10. Jahrhunderts in Verbindung zu bringen.“[38] Weitere vier Jahre später und mit anderen Co-Autoren geht er ganz von der Datierung in die hellenistische Zeit ab und datiert das Gebilde komplett ins späte 9. Jhd.[39] Besonders klar argumentierend haben auch Gadot und Uziel das gesamte Gebilde auf mehrere Phasen vom 9. bis zum 8. Jhd. datiert; ähnlich auch Bieberstein.[40] Für einen Palast Davids oder Salomos wäre die große Steinstruktur dann leicht zu spät und bei der „Hellenismus“-Deutung sogar extrem zu spät entstanden.
- Terrasse + Boden jebusitisch > Steinstrukturen teilweise jebusitisch, teilweise davidisch, teilweise nach-davidisch. So hat am ausführlichsten kürzlich Winderbaum nach einer gut 400-seitigen Analyse der Ophel-Keramik gedeutet. Er datiert erstens mithilfe der Keramik die einzelnen Teile der großen Steinstruktur auf dem Ophel auf unterschiedliche Phasen in der Zeitspanne von entweder der späten Eisenzeit I oder der frühen Eisenzeit IIa an bis zur Eisenzeit IIb. Vor dem 8. Jhd. hätten danach auf dem Ophel mehrere Gebäude gestanden, die erst in der späten Eisenzeit IIA zu einem Komplex zusammengewachsen wären. Zweitens geht er sinnvoll davon aus, dass die früheisenzeitliche Einebnung der Erde unter der großen Steinstruktur es wahrscheinlich macht, dass diese Einebnung auch für etwas vorgenommen worden war, und datiert daher die frühesten Gebäude auf die späte Eisenzeit I (spätes 11. Jhd.). Danach wäre das kleine „jebusitische Gebäude“ durch David nicht zerstört, sondern in der „israelitischen Phase“ ohne eine dazwischenliegende Zerstörung bei einer Eroberung weitergenutzt und -ausgebaut worden. Die Ruinen der Stadt zur Zeit Davids interpretiert er dennoch zwar nicht als Hauptstadt eines Königreichs, aber als eine „starke Stadt“[41] – woran er seine Interpretation der „Stärke“ fest macht, wird aber nicht sehr klar; folgt man seiner Rekonstruktion, standen noch nach der Zeit Salomos auf dem Ophel nur zwei mäßig eindrückliche Gebäude, die frühestens im späten 9. Jhd. zu einem imposanten Komplex zusammenwuchsen.

Bisher in der Forschung noch unbestritten ist weiterhin, dass sich weiter südlich im Hauptareal der „Davidsstadt“ nur ab der Eisenzeit IIA Streubesiedlung mit einigen ärmlichen Gebäuden feststellen lässt. Die mächtige „Stadt der Jebusiter“ in der Früheisenzeit müsste also auf das kleine Ophel-Plateau begrenzt gewesen sein. Die „Stadt Davids“ selbst wurde erst frühestens im 8. Jhd. und damit mehrere Generationen nach David mit einer Mauer zur befestigten Stadt ausgebaut – merkwürdigerweise nicht am östlichen Rand des Kamms, sondern ziemlich zentral im Davidsstadt-Areal. Auch der Bereich an der Gihonquelle scheint selbst noch nach der „Zeit Salomos“ baulich nicht erschlossen gewesen zu sein. Im Zuge der Bautätigkeiten in der Eisenzeit IIB scheint dann dort auch die Befestigung der Gihonquelle mit Mauer und Wehrturm wieder renoviert worden zu sein. Zuvor, in der „frühen Königszeit“ im 10. bis frühen 9. Jhd., hatte Jerusalem demzufolge wahrscheinlich noch nicht den Charakter einer Königsstadt, sondern eher den eines Großdorfs mit administrativem Zentrum.

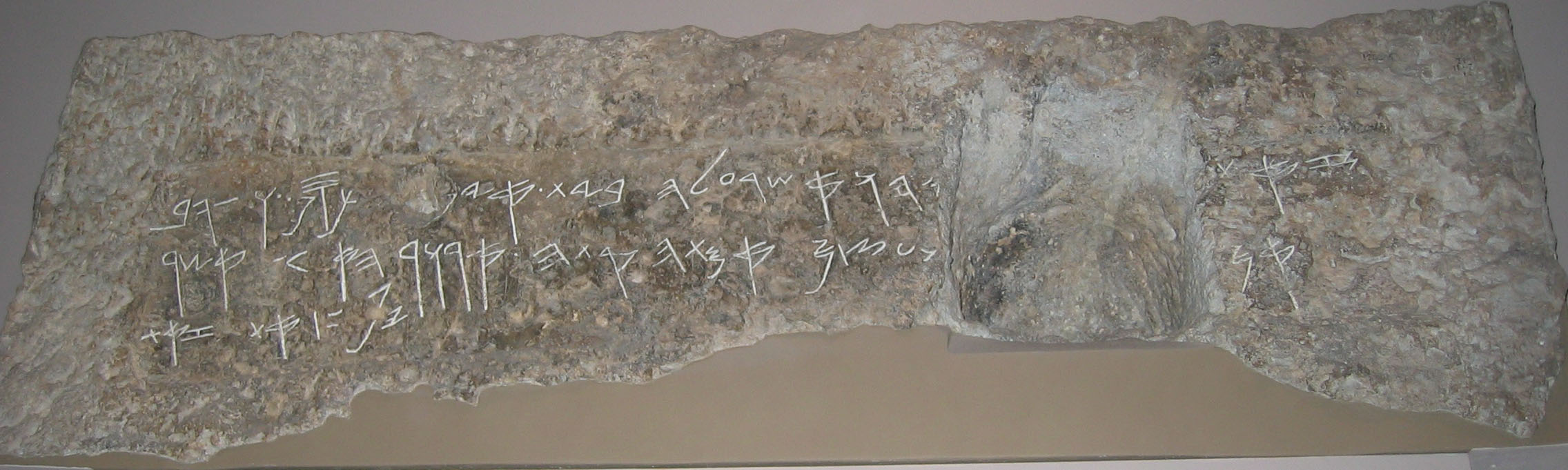
Grabinschrift aus Silwan

Furore hat schließlich noch eine eisenzeitliche Grabinschrift gemacht: Unter einigen Häusern in Silwan befinden sich Grabkammern. In einer davon entdeckte Charles Clermont-Ganneau zwei Grabinschriften, schnitt sie heraus und sandte sie an das British Museum, weil dies „der einzige Weg [gewesen sei], ihren Erhalt zu gewährleisten“. Dem Besitzer zahlte das Museum dafür 31 £, umgerechnet also heute etwa 1.500 €. Die längere Inschrift („Dies ist …jahu, der über dem Haus [ist]. Hier ist kein Silber oder Gold, [son]dern [nur seine Knochen] und die Knochen seiner Magd bei ihm. Verflucht sei der Mann, der es öffnet!“) verband später Avigad mit der Bibelstelle Jes 22,15  („Auf, geh zu diesem skn (?), [zu] Schebna, der über dem Haus [ist]. [Frag ihn:] ‚Was [machst] du da und wen [hast] du da, dass du dir da ein Grab schneiden lassen hast!?‘“) und nahm dann öffentlichkeitswirksam an, gemeint sei dieser Schebna, dessen Name auf der Inschrift in der längeren Variante „Schebna-Jahu“ geschrieben worden sei, und gemeint sei dieses Grab, mit dem sich so wieder die Richtigkeit der Bibel belegen lasse. Aber gerade das „Schebna-“ fehlt ja auf der Inschrift; die Annahme ist daher gänzlich hypothetisch.

### Eisenzeit II C (700–586 v. Chr.)
Dies ist die Zeit der biblischen Könige Hiskija bis Joschija und der Zerstörung des Königreichs Juda durch Nebukadnezar II. König Hiskija sicherte der Stadt die Wasserversorgung im Falle einer Belagerung, indem er den nach ihm benannten Hiskija-Tunnel durch den Fels schlagen ließ.

### Babylonische und persische Zeit (586–322 v. Chr.)
Es wurden zwei Bullen im neo-babylonischen Stil gefunden. Eine zeigt einen Priester, der neben einem Altar der Götter Marduk und Nabu steht. Ein steinernes poliertes schwarzes Skarabäus-Siegel, das eine „babylonische kultische Szene“ mit zwei bärtigen Männern darstellt, die beiderseits eines Altars stehen, ist dem babylonischen Mondgott Sin gewidmet. Der Skarabäus wurde vermutlich in Babylonien hergestellt. Unter dem Altar gibt es ein Feld für einen persönlichen Namen, in das in Hebräisch der Name Shelomit eingraviert ist.

### Hasmonäer- und Herodes-Zeit (167 v. Chr.–70 n. Chr.)
Zu den wichtigsten archäologischen Ausgrabungsfunden dieser Epoche gehören der Teich Siloah, die Jerusalemer Pilgerstraße, der Palast der Königin Helena von Adiabene und ein Wasserkanal, sowie die Theodotos-Inschrift.
Im Januar 2020 haben Archäologen Teile eines ca. 2000 Jahre alten Marktplatzes gefunden. Wie die israelische Altertumsbehörde mitteilte, wurde ein Messtisch für Flüssigkeiten und mehrere Messgewichte ausgegraben. Daraus schließen die Forscher, dass sie nahe der heutigen Pilgerstraße den zentralen Marktplatz Jerusalems in der Antike gefunden haben. Dieser befand sich bei einem Zugang zum jüdischen Tempel.

### Byzantinische und frühe islamische Periode (324–1099 n. Chr.)
Ein Herrenhaus aus der Byzantinischen Periode wird Haus des Eusebius genannt.

## Neuzeit
Vom 19. Jahrhundert bis Mitte des 20. Jahrhunderts wurde das Gebiet der „Davidsstadt“ landwirtschaftlich genutzt:

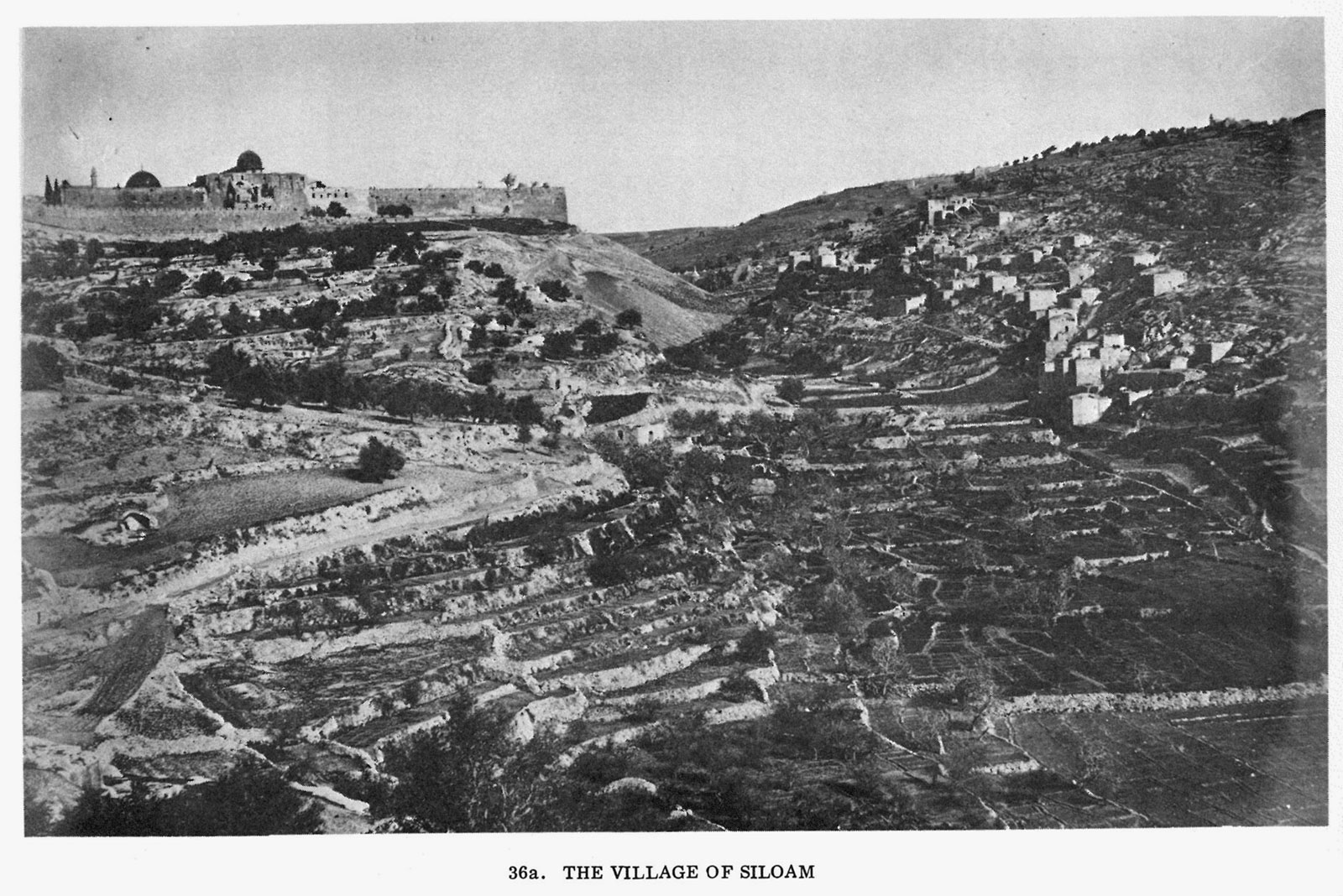
Foto (1864)
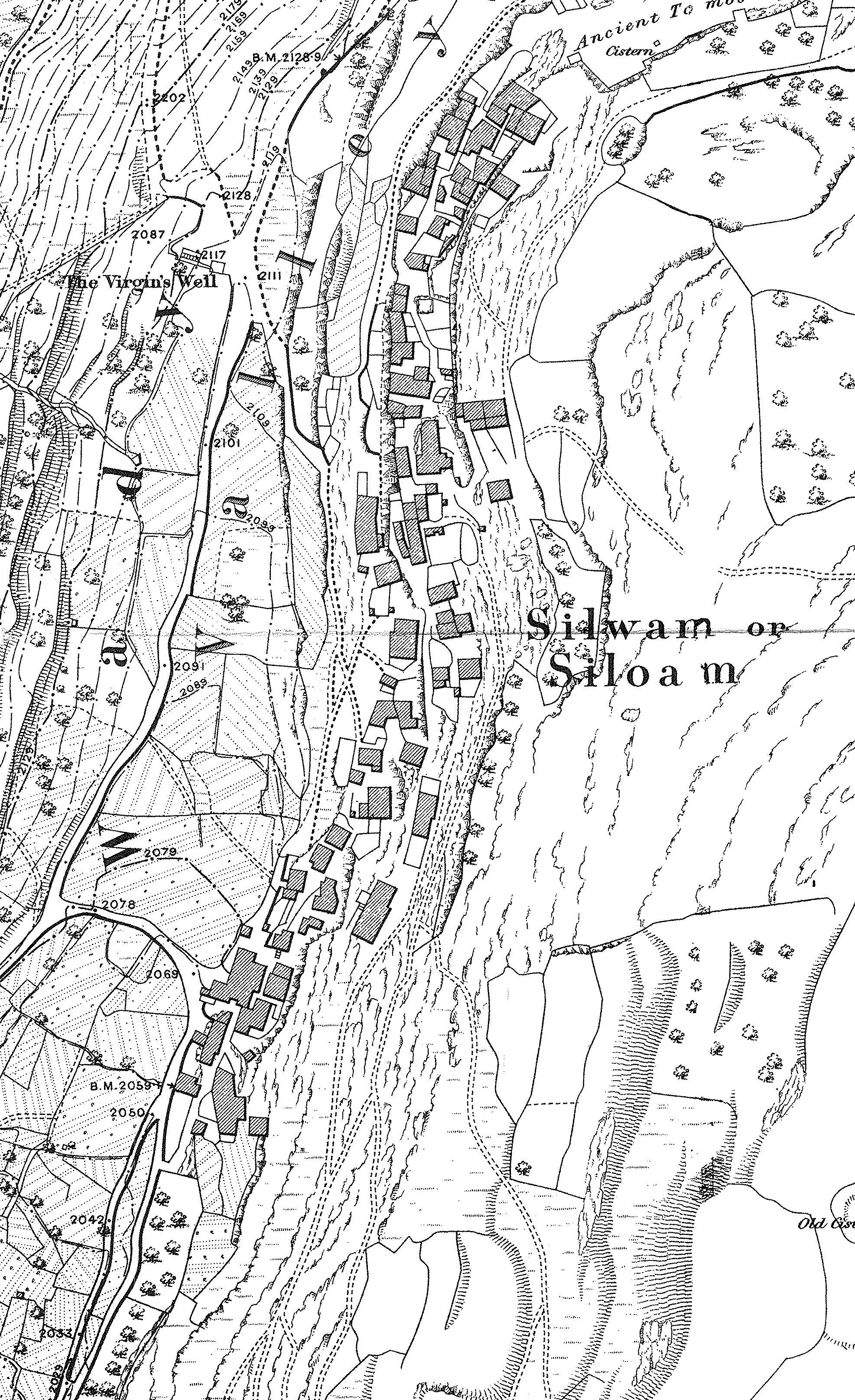
Karte (1865)
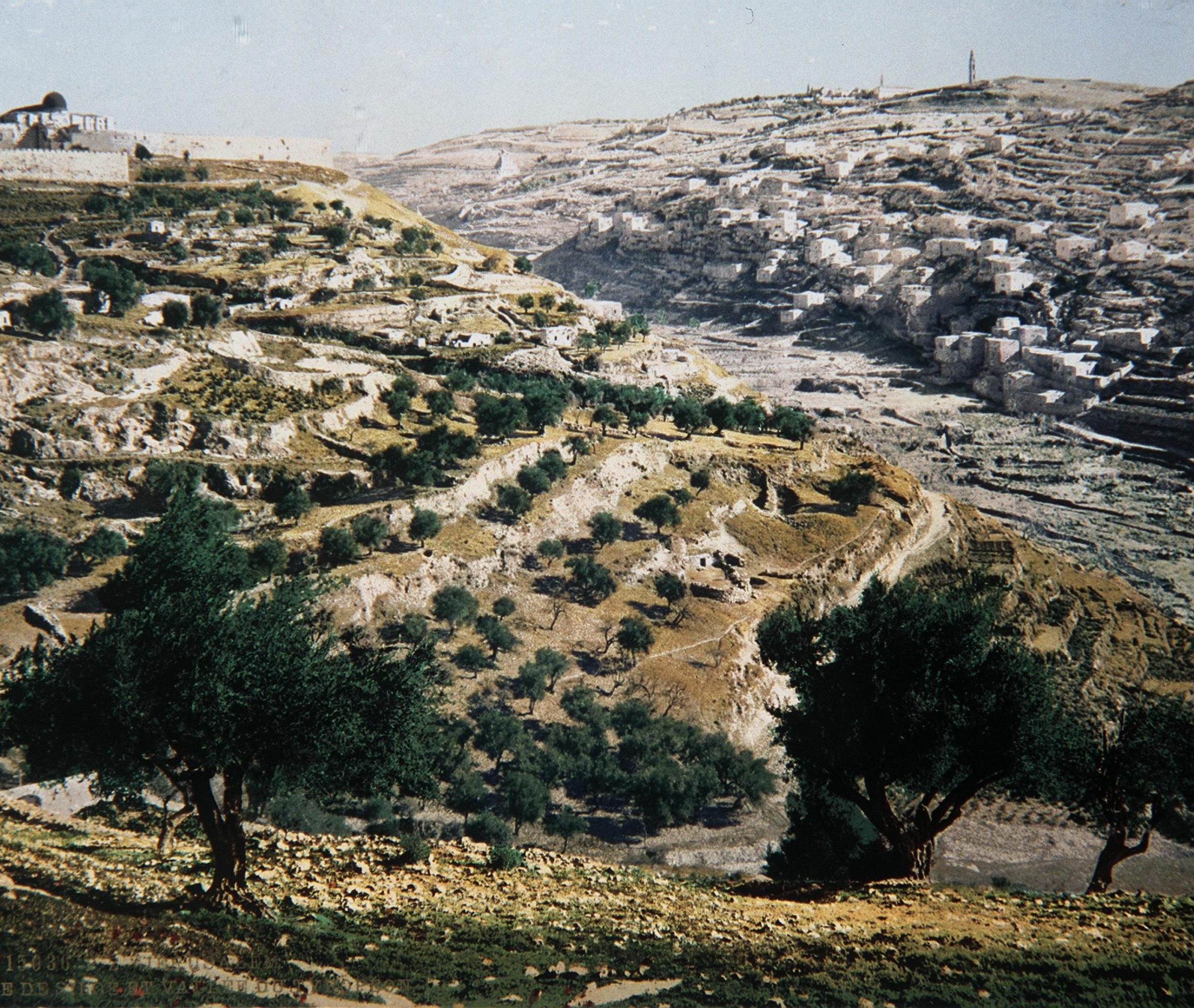
Foto (Ende 19. Jhd.)
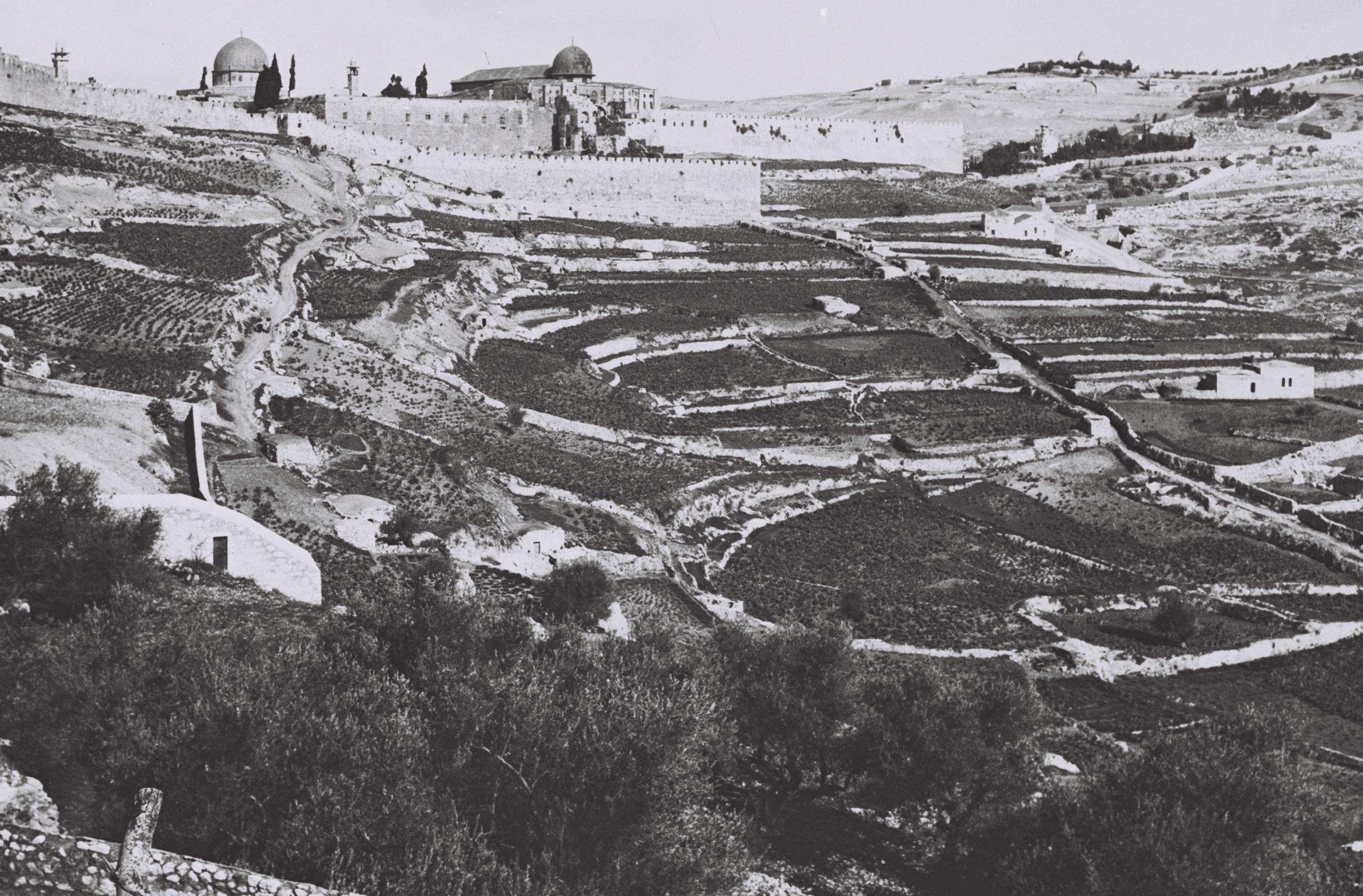
Foto (1910)
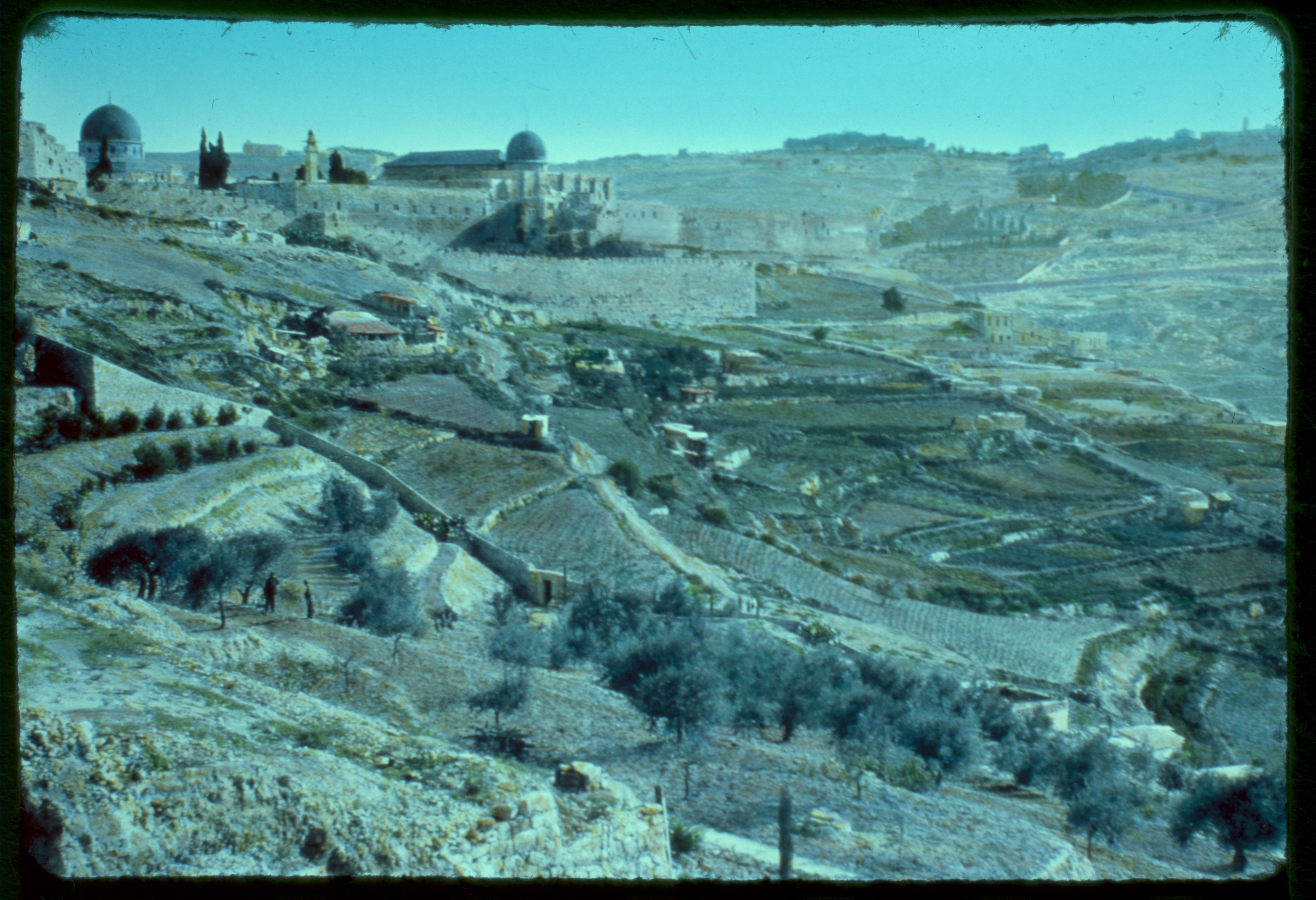
Foto (Mitte 20. Jhd.)

Auch ein Foto des Schotten James Graham (1853–1857) zeigt Mitte des 19. Jahrhunderts den mit Olivenbäumen bepflanzten Kamm der Davidsstadt. Erst in der letzten Phase des Völkerbundsmandats für Palästina griff die Wohnbebauung des Dorfes Silwan auch auf den Kamm der Davidsstadt über.
Daneben ist im späten 19. und frühen 20. Jhd. für kurze Zeit auch wieder jüdische Präsenz in der Gegend festzustellen: Das „Meyuhas-Haus“ zeugt noch heute davon, dass von den 1870ern bis 1930ern der Metzger Rahamim Nathan Meyuhas – Nachkomme einer alteingesessenen, schon im 16. Jahrhundert im Zuge der Vertreibung von Juden aus Spanien nach Jerusalem gezogenen Rabbinerfamilie – sein Schlacht- und Wohnhaus in das Tal südöstlich des Höhenkamms verlegt hatte.

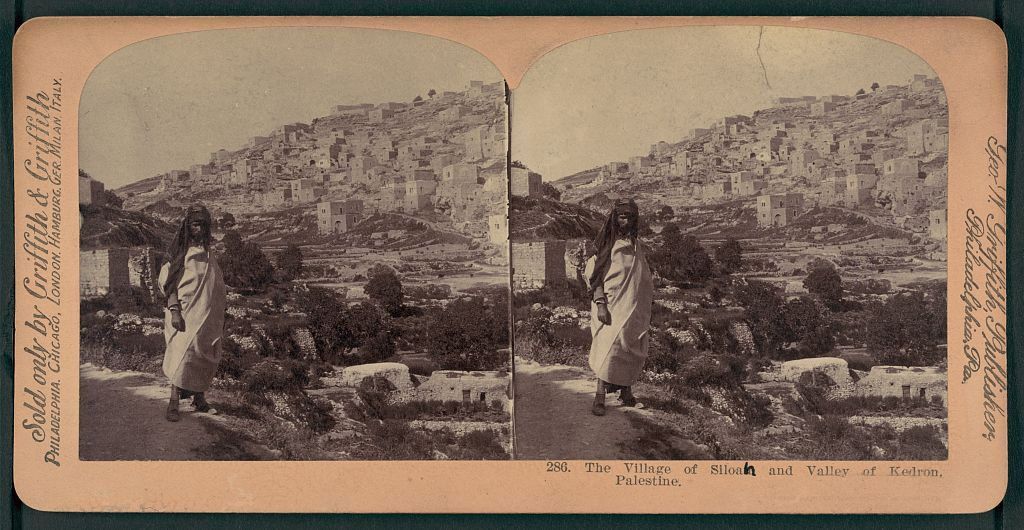
Jemenitischer Jude vor dem Dorf Silwan

Zudem entstand im Süden des Dorfes Silwan das jüdische Armenviertel Kfar HaShiloah. Seine Geschichte ist eine tragische: Ab 1881 emigrierten zunächst familienweise mehrere jemenitische Juden nach Jerusalem,  nachdem die Unterdrückung von Juden im Jemen im 19. Jahrhundert derartige Ausmaße angenommen hatten, dass sich bei ihnen die Überzeugung festgesetzt hatte, irgendwann in den 1880ern müsse für Juden ein heiliges „Jahr der Erlösung“ anstehen. In der Stadt Jerusalem war jedoch kein Platz für sie, da die Vermögenden unter den neu zugewanderten europäischen Juden nur ihre Landsleute unterstützten. So schreibt der Jemenite Avraham al-Shaykh in einem Brief:

„Ich will dir mitteilen, dass wahr ist, was erzählt wird: In Jerusalem werden Häuser für die Armen gebaut. Aber jeder sorgt für seine Familie: Sefardische Juden für Sefardim; aschkenasische Juden für Aschkenasim (…). Niemand sorgt für die Leute aus dem Jemen. Wenn jemand von diesen hierher kommt, findet er keinen Ort zum Leben. Glaub daher nicht, was du hörst; für jeden ist seine eigene Heimat [im Jemen] wahrhaft tausendmal besser [als Jerusalem].“

Geschichtlicher Hintergrund dieser selektiven Fürsorge war auch ein offener und jüngst aus Europa importierter Rassismus, der selbst extreme Folgen zeitigen konnte:

„[Orientalische, hauptsächlich jemenitische Juden] wurden hauptsächlich als landwirtschaftliche Tagelöhner unter harten Arbeitsbedingungen eingesetzt (…). Jemenitische Familien wurden in Ställen, auf Weiden und in fensterlosen Kellern (für die sie zahlen mussten) zusammengepfercht oder einfach verpflichtet, auf den Feldern zu leben. Mangelnde Hygiene und schlechte Ernährung führte zur weiten Verbreitung von Krankheit und Tod, insbesondere bei Kindern. Die Arbeitgeber der zionistischen Vereinigung und die aschkenasischen Landbesitzer sowie ihre Aufseher behandelten jemenitische Juden brutal und misshandelten bishweilen selbst die Frauen und Kinder, die über zehn Stunden am Tag zu arbeiten hatten.“

}
Eine Gruppe dieser jemenitischen Juden jedenfalls scheint danach in den Grabhöhlen bei Silwan gehaust zu haben, wo sie zunächst nur gelegentliche Unterstützung von Christen aus der „amerikanischen Kolonie“ erhielten. Erst durch den Publizisten Israel Dov Frumkin wendete sich ihr Geschick: Nach mehreren Spendenaufrufen in der Zeitschrift Havatzelet legte dieser mit Spendengeldern ab 1884 den Grundstein für das Armenviertel.
Die Jemeniten zogen nicht gerne dorthin; Emek Shaveh zitiert einen weiteren Brief: „(…) Der Ort liegt weit entfernt (…) auf dem Ölberg, und er heißt Silwan, und er ist nicht israelisch, sondern heidnisches Land, und ich sah den Ort und er gefiel mir nicht.“ Doch einen anderen Ort gab es nicht. Und so baute Frumin das Viertel weiter aus, bis es 1897 ganze 130 kleine Häuschen umfasste. Bedürftige Juden – anfangs vor allem besagte Jemeniten – konnten hier bis zu drei Jahre kostenlos wohnen, um nach einer auskömmlichen Arbeit zu suchen; danach hatten sie jeweils den Raum für eine neue bedürftige Familie freizugeben. 1922 kommt der Zensus Palästinas so für „Selwan (Kfar Hashiloah)“ auf 1.690 „Mohammedaner“, 153 Juden und 49 Christen. Doch schon ab Ende der 1920er leerte sich das Dorf im Zuge der Ausschreitungen in Palästina von 1929; 1938 schließlich wurde es wegen der Arabischen Aufstände auf Anordnung der britischen Mandatsregierung ganz aufgegeben.
Die Jemeniten von Silwan scheinen also binnen nur 60 Jahren mit gleich drei unterschiedlichen Nationalismen hintereinander konfrontiert gewesen zu sein: Mit jemenitischem Antijudaismus, mit europäischem Anti-Arabismus und mit palästinensischem Nationalismus. Die Tragik wird dadurch gekrönt, dass die jemenitische Siedlung 2014 ein viertes Mal Opfer von Nationalismus wurde: Unter dem Vorwand des „Gesetzes über das Eigentum von Abwesenden“ wurden mehrere Palästinenser vertrieben, um die illegale Siedlung Batn al-Hawa für eine Gruppe jüdischer Siedler zu errichten, die mit den einstigen Bewohnern des Armenviertels gar nichts zu tun hatte.